# Vaggeryds kommunvapen

Kommunvapnet har givit inspiration till kommunens slogan: "Vaggeryd - där hjulen alltid snurrar".

Vaggeryds äldre vapen hade skapats utan särskild symbolik i sig.

Vaggeryds kommunvapen skapades på 1980-talet och ersatte då kommunens tidigare vapen, som från början hade varit Vaggeryds köpings vapen. Vapnet syftar på den småskaliga vagnstillverkningsverksamhet som länge fanns i trakten och som har lagt grunden till mycket av nuvarande näringsliv.

## Blasonering
Blasonering: I fält av guld ett vagnshjul bestående av svart hjulband och svart nav samt av röd hjulring i fyra delar och tio röda ekrar.

## Bakgrund
När den nuvarande kommunen bildades, användes till en början den namngivande köpingens vapen som kommunvapen, och detta registrerades också för kommunen hos Patent- och registreringsverket (PRV) 1973, enligt de nya regler för immaterialrättsligt skydd av svenska kommunvapen som då hade börjat gälla. Vapnet hade avsiktligt ingen särskild symbolik i sig, även om sågskurorna och färgen har kunnat tolkas som symboler för skogsbruket. För detta vapens blasonering, se nedan under Vaggeryds köping.
På 1980-talet höjdes dock röster för att skapa ett vapen med tydligare symbolik. Uppdraget gick till litograf Erik Klint, som utformade det vapen som sedan registrerades hos PRV 1989. Hjulet symboliserar den tillverkning av vagnar som har funnits i trakten som ett komplement till jord- och skogsbruk i århundraden. Denna tillverkningsverksamhet har också lett fram till dagens småindustrier med möbeltillverkning och verkstäder. Även för den moderna verksamheten i kommunen kan ett hjul passa bra, något som också avspeglas i kommunens slogan. Hjulringens fyra delar kan tolkas som de fyra enheter av vilka kommunen bildades år 1971.

## Vapen för tidigare kommuner inom den nuvarande kommunen
Av de köpingar och landskommuner som lades samman till den nuvarande kommunen 1971, hade de två köpingarna vapen.

### Skillingaryd
Skillingaryds municipalsamhälle, som bildades 1920, fick den 10 december 1948 ett vapen fastställt av Kungl. Maj:t med följande blasonering: Sköld, delad av silver, vari tre gröna granar bjälkvis ordnade, och av rött, vari två korslagda kanoner av silver. När Skillingaryds köping bildades vid ingången av år 1952 bar det redan från början samma vapen, eftersom detta förutseende nog hade fastställts för köpingen av Kungl. Maj:t (regeringen) redan den 14 december 1951. Granarna stod för traktens skogar och kanonerna symboliserade Skillingaryds skjutfält som bland annat hade varit mötes- och lägerplats för Jönköpings regemente 1777-1913. Skjutfältet används än idag för militära ändamål. 

### Vaggeryds köping
När dåvarande Vaggeryds köping skulle skaffa ett vapen, uttrycktes ovanligt nog en tydlig önskan från köpingen att vapnet inte skulle ha någon saklig eller symbolisk betydelse. Det vapen som fastställdes av Kungl. Maj:t den 4 augusti 1952 bestod därför endast av häroldsbilder, och blasonerades på följande vis: I sköld, kluven av guld och grönt, en av sågskuror bildad bjälke av motsatta tinkturer. I vapnet har dock ändå kunnat tolkas in symbolik för skogsbruket.

Skillingaryds municipalsamhälle (1948-1951) Skillingaryds köping (1948-1970)
Vaggeryds köping (1952-1970) Vaggeryds kommun (1971-1989)